# Fluoren
Fluoren (též 9H-fluoren) je polycyklický aromatický uhlovodík se sumárním vzorcem C13H10, jehož molekula je formálně tvořena cyklopentanovým cyklem kondenzovaným s dvěma benzenovými jádry. Tato látka vytváří bílé krystaly s charakteristickým zápachem podobným jako u naftalenu, které jsou téměř nerozpustné ve vodě i mnoha organických rozpouštědlech.
Název tohoto uhlovodíku odráží jeho schopnost fialově fluoreskovat.
Pro komerční účely se fluoren získává z uhelného dehtu.

## Příprava, struktura reaktivita
I když lze fluoren získat z uhelného dehtu, tak může být také vytvořen dehydrogenací difenylmethanu. Rovněž jej lze připravit redukcí fluorenonu pomocí zinku. Molekula fluorenu je téměř rovinná, ovšem každý ze dvou benzenových kruhů je koplanární vzhledem k uhlíku 9 na prostředním cyklu.

### Kyselost
Uhlík na pozici 9 (C9) je slabě kyselý (pKa v dimethylsulfoxidu je 22,6 Deprotonací na tomto uhlíku vzniká fluorenylový anion C13H9−, který je aromatický a má výrazné oranžové zabarvení. Tento anion je nukleofilní a většina elektrofilů s ním reaguje tak, že se připojí na pozici 9. Při přečišťování fluorenu se využívá jeho kyselost a nízká rozpustnost sodíkového derivátu v uhlovodíkových rozpouštědlech.
Z C9 mohou být odtrženy oba protony; například lze získat 9,9-fluorenyldidraslík reakcí fluorenu s kovovým draslíkem ve vroucím dioxanu.

### Použití fluorenu jako ligandu
Fluoren a jeho deriváty mohou být deprotonovány za vzniku ligandů podobným cyklopentadienidům.

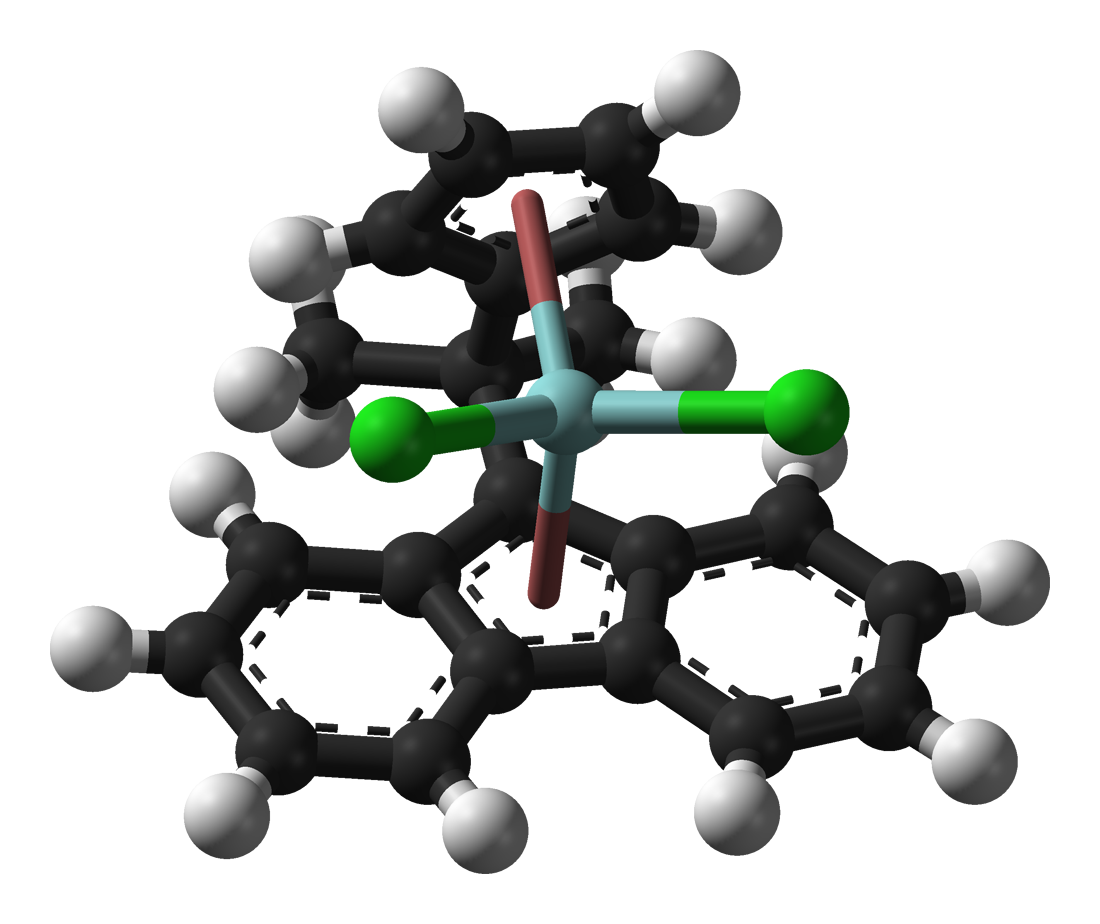
Fluorenylový prekatalyzátor sloužící k tvorbě syndiotaktického polypropylenu.

## Použití
Fluoren je prekurzorem dalších fluorenových sloučenin a samotný nemá mnoho využití. Fluoren-9-karboxylová kyselina je výchozí látkou při výrobě některých léčiv. Oxidací fluorenu vzniká fluorenon, který je následně nitrován za vzniku řady užitečných derivátů. Fluorenylmethyloxykarbonylchlorid se používá k zavedení 9-fluorenylmethyl-karbamátové skupiny do aminů při syntéze peptidů.
Polyfluorenové polymery (v nichž je C7 jedné molekuly fluorenu spojen s C2 další molekuly za odštěpení dvou vodíkových atomů) vedou elektrický proud a jsou elektroluminiscentní, díky čemuž je často zkoumáno jejich možné použití při výrobě luminoforů v organických světelných diodách.

### Fluorenová barviva
Existuje několik fluorenových barviv, většina se jich vyrábí kondenzací aktivní methylenové skupiny s karbonylovými sloučeninami. K prekurzorům těchto barviv patří 2-aminofluoren, 3,6-bis(dimethylamino)fluoren a 2,7-dijodfluoren.